# Serie A 2015-2016 (pallacanestro maschile)
La Serie A 2015-2016, chiamata per ragioni di sponsorizzazione Serie A Beko, è stata la 94ª edizione del massimo campionato italiano di pallacanestro maschile. Il titolo di campione d'Italia è andato alla Olimpia Milano (al 27º Scudetto della propria storia) che nella serie di finale dei playoff ha sconfitto per 4-2 la Pallacanestro Reggiana.
Al termine della stagione regolare è retrocessa in Serie A2, per la prima volta sul campo, la Virtus Bologna.

## Stagione

### Novità
Le squadre partecipanti sono 16: non è stata ammessa la Virtus Roma, autodeclassatasi in Serie A2, il cui posto è stato preso dalla Juvecaserta (retrocessa sul campo nella precedente stagione). Dalla Serie A2 è salita l'Auxilium CUS Torino.

### Formula
Le 16 squadre partecipanti disputano un girone unico all'italiana, con partite d'andata e ritorno. Al termine della stagione regolare, le prime otto classificate sono ammesse ai play-off scudetto. È prevista una sola retrocessione in Serie A2.
Al termine del girone di andata, le prime otto classificate sono ammesse alla Final Eight della Coppa Italia 2016 in programma a dal 19 al 21 febbraio 2016 presso Mediolanum Forum di Assago (MI).
Devono essere presentati a referto almeno 10 giocatori, con la possibilità di iscriverne anche 11 oppure 12. In tutti e tre i casi, devono comunque essere presenti almeno 5 giocatori di "formazione italiana" (tra i quali massimo un "passaportato"). Secondo la definizione della FIP, sono considerati di "formazione italiana" tutti gli atleti (senza alcuna distinzione di cittadinanza) con almeno 4 stagioni di partecipazione ai campionati giovanili italiani. Sono inoltre tali tutti i cestisti che hanno militato nell'Italia agli Europei, ai Mondiali e ai Giochi olimpici.
È prevista una alternativa nella scelta tra lo schierare: 3 giocatori "extra FIBA Europe" (cioè giocatori che provengono da Stati al di fuori di FIBA Europe e della Convenzione di Cotonou), 4 FIBA Europe o Cotonou e 5 di formazione italiana di cui un "passaportato", oppure 5 stranieri senza vincoli e 5 italiani (e massimo un "passaportato").

## Squadre partecipanti
| Squadra           | Stagione | Città          | Palazzetto          | Stagione precedente                   |
| ----------------- | -------- | -------------- | ------------------- | ------------------------------------- |
| Scandone Avellino | dettagli | Avellino       | PalaDelMauro        | 13º Serie A 2014-2015                 |
| Virtus Bologna    | dettagli | Bologna        | Unipol Arena        | 8º Serie A                            |
| N.B. Brindisi     | dettagli | Brindisi       | PalaPentassuglia    | 6º Serie A                            |
| Pall. Cantù       | dettagli | Cantù          | Mapooro Arena       | 7º Serie A                            |
| Orlandina         | dettagli | Capo d'Orlando | PalaFantozzi        | 14º Serie A                           |
| Juvecaserta       | dettagli | Caserta        | PalaMaggiò          | 16º Serie A                           |
| Vanoli Cremona    | dettagli | Cremona        | PalaRadi            | 14º Serie A                           |
| Olimpia Milano    | dettagli | Milano         | Mediolanum Forum    | 1º Serie A                            |
| V.L. Pesaro       | dettagli | Pesaro         | Vitrifrigo Arena    | 15º Serie A                           |
| Pistoia Basket    | dettagli | Pistoia        | PalaCarrara         | 9º Serie A                            |
| Pall. Reggiana    | dettagli | Reggio Emilia  | PalaBigi            | 3º Serie A                            |
| Dinamo Sassari    | dettagli | Sassari        | PalaSerradimigni    | 5º Serie A, Vincitore                 |
| Auxilium Torino   | dettagli | Torino         | PalaRuffini         | 3º Serie A2 Gold, promossa ai playoff |
| Aquila Trento     | dettagli | Trento         | PalaTrento          | 4º Serie A                            |
| Pall. Varese      | dettagli | Varese         | PalaWhirlpool       | 11º Serie A                           |
| Reyer Venezia     | dettagli | Venezia        | Palasport Taliercio | 2º Serie A                            |

### Allenatori e primatisti
| Squadra        | Allenatore                                                                                         | Capitano            | Cestista più presente                             | Miglior marcatore     |
| -------------- | -------------------------------------------------------------------------------------------------- | ------------------- | ------------------------------------------------- | --------------------- |
| Avellino       | Stefano Sacripanti                                                                                 | Jānis Blūms         | 4 giocatori (30)                                  | James Nunnally (553)  |
| Virtus Bologna | Giorgio Valli                                                                                      | Andre Collins       | Simone Fontecchio Abdul Gaddy Rod Odom (30)       | Dexter Pittman (411)  |
| Brindisi       | Piero Bucchi                                                                                       | Andrea Zerini       | Andrea Zerini Alex Harris (30)                    | Adrian Banks (551)    |
| Cantù          | Fabio Corbani (1ª-18ª) Nicola Brienza (19ª-20ª) Sergej Bazarevič (21ª-30ª)                         | Awudu Abass         | Awudu Abass (30)                                  | Awudu Abass (394)     |
| Capo d'Orlando | Giulio Griccioli (1ª-14ª) Gennaro Di Carlo (15ª-30ª)                                               | Sandro Nicević      | Alex Oriakhi (30)                                 | Laurence Bowers (291) |
| Caserta        | Sandro Dell'Agnello                                                                                | Andrea Ghiacci      | Micah Downs (30)                                  | Micah Downs (372)     |
| Cremona        | Cesare Pancotto                                                                                    | Sandro Dell'Agnello | Elston Turner Deron Washington Paul Biligha (30)  | Tyrus McGee (387)     |
| Milano         | Jasmin Repeša                                                                                      | Alessandro Gentile  | Jamel McLean Oliver Lafayette (29)                | Krunoslav Simon (424) |
| Pesaro         | Riccardo Paolini                                                                                   | Nicolò Basile       | Semaj Christon Trevor Lacey (30)                  | Austin Daye (447)     |
| Pistoia        | Vincenzo Esposito                                                                                  | Ariel Filloy        | Alex Kirk Ronald Moore Eric Lombardi (30)         | Alex Kirk (482)       |
| Reggio Emilia  | Massimiliano Menetti                                                                               | Rimantas Kaukėnas   | Achille Polonara Andrea De Nicolao (30)           | Pietro Aradori (374)  |
| Sassari        | Romeo Sacchetti (1ª-7ª) Massimo Maffezzoli (8ª) Marco Calvani (9ª-22ª) Federico Pasquini (23ª-30ª) | Giacomo Devecchi    | David Logan Rok Stipčević (30)                    | David Logan (511)     |
| Torino         | Luca Bechi (1ª-11ª) Francesco Vitucci (12ª-30ª)                                                    | Tommaso Fantoni     | Jacopo Giachetti (29)                             | D.J. White (376)      |
| Trento         | Maurizio Buscaglia                                                                                 | Andrés Forray       | Julian Wright Davide Pascolo Andrés Forray (30)   | Julian Wright (445)   |
| Varese         | Paolo Moretti                                                                                      | Daniele Cavaliero   | Brandon Davies (30)                               | Brandon Davies (398)  |
| Venezia        | Carlo Recalcati (1ª-19ª) Walter De Raffaele (20ª-30ª)                                              | Phil Goss           | Michael Bramos Benjamin Ortner Jeff Viggiano (30) | Phil Goss (310)       |

## Stagione regolare

### Classifica
|  |     | Classifica stagione regolare 2015-2016 | PT | G  | V  | P  | PF   | PS   | Dif  | SD        |
|  | --- | -------------------------------------- | -- | -- | -- | -- | ---- | ---- | ---- | --------- |
|  | 1.  | EA7 Emporio Armani Milano              | 44 | 30 | 22 | 8  | 2452 | 2205 | +247 |           |
|  | 2.  | Grissin Bon Reggio Emilia              | 42 | 30 | 21 | 9  | 2424 | 2263 | +161 |           |
|  | 3.  | Sidigas Avellino                       | 40 | 30 | 20 | 10 | 2389 | 2307 | +82  |           |
|  | 4.  | Vanoli Cremona                         | 38 | 30 | 19 | 11 | 2258 | 2213 | +45  |           |
|  | 5.  | Umana Venezia                          | 32 | 30 | 16 | 14 | 2320 | 2230 | +90  | 2-2 (+12) |
|  | 6.  | Giorgio Tesi Group Pistoia             | 32 | 30 | 16 | 14 | 2311 | 2320 | -9   | 2-2 (0)   |
|  | 7.  | Banco di Sardegna Sassari              | 32 | 30 | 16 | 14 | 2509 | 2439 | +70  | 2-2 (-12) |
|  | 8.  | Dolomiti Energia Trento                | 30 | 30 | 15 | 15 | 2292 | 2274 | +18  |           |
|  | 9.  | Openjobmetis Varese                    | 28 | 30 | 14 | 16 | 2252 | 2344 | -92  |           |
|  | 10. | Enel Brindisi                          | 26 | 30 | 13 | 17 | 2320 | 2351 | -31  |           |
|  | 11. | Acqua Vitasnella Cantù                 | 24 | 30 | 12 | 18 | 2422 | 2405 | +17  | 1-1 (+19) |
|  | 12. | Consultinvest Pesaro                   | 24 | 30 | 12 | 18 | 2282 | 2355 | -73  | 1-1 (-19) |
|  | 13. | Betaland Capo d'Orlando                | 22 | 30 | 11 | 19 | 2058 | 2205 | -147 | 5-1       |
|  | 14. | Pasta Reggia Caserta                   | 22 | 30 | 11 | 19 | 2171 | 2288 | -117 | 4-2       |
|  | 15. | Manital Torino                         | 22 | 30 | 11 | 19 | 2261 | 2401 | -140 | 2-4       |
|  | 16. | Obiettivo Lavoro Bologna               | 22 | 30 | 11 | 19 | 2239 | 2360 | -121 | 1-5       |

### Risultati
| Risultati                  | AVE   | BOL   | BRI     | CAN    | CDO    | CAS   | CRE   | MIL    | PES    | PIS   | REG   | SAS    | TOR    | TNT   | VAR   | VEN   |
| -------------------------- | ----- | ----- | ------- | ------ | ------ | ----- | ----- | ------ | ------ | ----- | ----- | ------ | ------ | ----- | ----- | ----- |
| Sidigas Avellino           |       | 82-74 | 83-81   | 81-77  | 85-69  | 62-70 | 84-70 | 60-83  | 77-73  | 84-76 | 75-67 | 88-90  | 86-79  | 79-66 | 89-71 | 88-76 |
| Obiettivo Lavoro Bologna   | 81-66 |       | 115-109 | 85-77  | 64-76  | 85-90 | 73-66 | 85-101 | 79-75  | 76-72 | 67-77 | 92-87  | 73-54  | 68-75 | 76-67 | 69-65 |
| Enel Brindisi              | 82-89 | 81-54 |         | 86-68  | 69-70  | 73-55 | 76-81 | 64-50  | 81-76  | 67-71 | 53-79 | 88-82  | 72-69  | 71-81 | 80-74 | 89-84 |
| Acqua Vitasnella Cantù     | 84-82 | 89-73 | 100-103 |        | 84-56  | 92-69 | 74-82 | 71-78  | 90-65  | 82-74 | 70-74 | 75-86  | 80-70  | 87-77 | 89-79 | 72-76 |
| Betaland Capo d'Orlando    | 55-73 | 89-62 | 74-77   | 73-65  |        | 65-59 | 65-69 | 78-71  | 69-72  | 58-65 | 68-62 | 52-77  | 86-73  | 81-82 | 62-66 | 55-53 |
| Pasta Reggia Caserta       | 87-92 | 69-65 | 80-75   | 71-73  | 78-66  |       | 73-64 | 70-80  | 73-69  | 88-94 | 82-87 | 70-86  | 63-65  | 73-70 | 70-77 | 73-80 |
| Vanoli Cremona             | 64-58 | 73-63 | 76-61   | 95-85  | 74-73  | 69-60 |       | 76-91  | 77-72  | 82-66 | 68-61 | 73-72  | 66-50  | 76-83 | 70-79 | 74-73 |
| EA7 Emporio Armani Milano  | 80-81 | 87-72 | 77-72   | 72-65  | 84-57  | 91-86 | 81-77 |        | 82-78  | 89-71 | 84-80 | 87-50  | 94-90  | 83-79 | 90-62 | 87-65 |
| Consultinvest Pesaro       | 82-88 | 68-63 | 75-70   | 96-90  | 70-65  | 71-72 | 74-86 | 69-66  |        | 73-74 | 90-80 | 86-65  | 69-76  | 79-72 | 76-71 | 82-75 |
| Giorgio Tesi Group Pistoia | 76-70 | 88-76 | 85-78   | 95-89  | 103-75 | 93-84 | 72-79 | 80-85  | 77-75  |       | 77-80 | 77-68  | 70-80  | 64-69 | 67-65 | 70-68 |
| Grissin Bon Reggio Emilia  | 87-68 | 82-78 | 76-59   | 97-92  | 75-66  | 87-62 | 86-77 | 74-72  | 83-66  | 94-71 |       | 98-102 | 77-72  | 69-65 | 86-69 | 98-96 |
| Banco di Sardegna Sassari  | 94-95 | 85-91 | 78-92   | 78-86  | 92-63  | 87-75 | 97-90 | 83-80  | 106-80 | 80-75 | 94-70 |        | 112-98 | 73-88 | 91-69 | 70-82 |
| Manital Torino             | 78-74 | 75-70 | 83-75   | 79-72  | 69-71  | 83-87 | 80-93 | 85-83  | 83-66  | 87-88 | 72-96 | 86-83  |        | 71-69 | 72-84 | 62-84 |
| Dolomiti Energia Trento    | 68-80 | 80-66 | 89-92   | 79-75  | 74-63  | 71-66 | 71-78 | 80-73  | 81-74  | 54-74 | 84-90 | 93-81  | 93-85  |       | 89-63 | 62-67 |
| Openjobmetis Varese        | 81-93 | 82-75 | 80-69   | 79-66  | 81-82  | 51-58 | 87-82 | 64-86  | 88-81  | 91-78 | 77-69 | 70-86  | 92-78  | 96-82 |       | 79-68 |
| Umana Venezia              | 86-77 | 73-69 | 97-75   | 95-103 | 77-76  | 65-58 | 73-51 | 81-85  | 96-100 | 74-68 | 87-83 | 70-74  | 73-57  | 77-66 | 84-58 |       |

### Calendario
| Prima giornata |                      |          |
| 04-10-15       |                      | 17-01-16 |
| 97-90          | Sassari-Cremona      | 72-73    |
| 80-73          | Trento-Milano        | 79-83    |
| 69-65          | Bologna-Venezia      | 69-73    |
| 85-78          | Pistoia-Brindisi     | 71-67    |
| 51-58          | Varese-Caserta       | 77-70    |
| 77-73          | Avellino-Pesaro      | 88-82    |
| 73-65          | Capo d'Orlando-Cantù | 56-84    |
| 72-96          | Torino-Reggio Emilia | 72-77    |

| Quarta giornata |                              |          |
| 25-10-15        |                              | 07-02-16 |
| 73-51           | Venezia-Cremona              | 73-74    |
| 71-81           | Brindisi-Trento              | 92-89    |
| 80-70           | Cantù-Torino                 | 72-79    |
| 76-70           | Pistoia-Avellino             | 76-84    |
| 70-86           | Varese-Sassari               | 69-91    |
| 68-62           | Capo d'Orlando-Reggio Emilia | 66-75    |
| 68-63           | Pesaro-Bologna               | 75-79    |
| 70-80           | Caserta-Milano               | 86-91    |

| Settima giornata |                        |          |
| 15-11-15         |                        | 06-03-16 |
| 87-83            | Venezia-Reggio Emilia  | 96-98    |
| 89-63            | Trento-Varese          | 82-96    |
| 84-82            | Cantù-Avellino         | 77-81    |
| 92-87            | Bologna-Sassari        | 91-85    |
| 93-84            | Pistoia-Caserta        | 94-88    |
| 65-69            | Capo d'Orlando-Cremona | 73-74    |
| 75-70            | Pesaro-Brindisi        | 76-81    |
| 85-83            | Torino-Milano          | 90-94    |

| Decima giornata |                         |          |
| 06-12-15        |                         | 26-03-16 |
| 73-88           | Sassari-Trento          | 81-93    |
| 74-72           | Reggio Emilia-Milano    | 80-84    |
| 95-103          | Venezia-Cantù           | 76-72    |
| 81-93           | Varese-Avellino         | 71-89    |
| 73-63           | Cremona-Bologna         | 66-73    |
| 74-77           | Capo d'Orlando-Brindisi | 70-69    |
| 87-88           | Torino-Pistoia          | 80-70    |
| 73-69           | Caserta-Pesaro          | 72-71    |

| Tredicesima giornata |                       |          |
| 23-12-15             |                       | 17-04-16 |
| 94-70                | Sassari-Reggio Emilia | 102-98   |
| 74-63                | Trento-Capo d'Orlando | 82-81    |
| 72-69                | Brindisi-Torino       | 75-83    |
| 85-77                | Bologna-Cantù         | 73-89    |
| 70-68                | Pistoia-Venezia       | 68-74    |
| 87-82                | Varese-Cremona        | 79-70    |
| 62-70                | Avellino-Caserta      | 92-87    |
| 69-66                | Pesaro-Milano         | 78-82    |

| Seconda giornata |                        |          |
| 11-10-15         |                        | 24-01-16 |
| 87-68            | Reggio Emilia-Avellino | 67-75    |
| 90-62            | Milano-Varese          | 86-64    |
| 77-76            | Venezia-Capo d'Orlando | 53-55    |
| 81-54            | Brindisi-Bologna       | 109-115  |
| 75-86            | Cantù-Sassari          | 86-78    |
| 76-83            | Cremona-Trento         | 78-71    |
| 73-74            | Pesaro-Pistoia         | 75-77    |
| 63-65            | Caserta-Torino         | 87-83    |

| Quinta giornata |                       |          |
| 01-11-15        |                       | 14-02-16 |
| 70-82           | Sassari-Venezia       | 74-70    |
| 83-66           | Reggio Emilia-Pesaro  | 80-90    |
| 89-71           | Milano-Pistoia        | 85-80    |
| 100-103         | Cantù-Brindisi        | 68-86    |
| 85-90           | Bologna-Caserta       | 65-69    |
| 79-66           | Avellino-Trento       | 80-68    |
| 62-66           | Capo d'Orlando-Varese | 82-81    |
| 80-93           | Torino-Cremona        | 50-60    |

| Ottava giornata |                       |          |
| 22-11-15        |                       | 13-03-16 |
| 106-80          | Sassari-Pesaro        | 65-86    |
| 69-65           | Reggio Emilia-Trento  | 90-84    |
| 87-65           | Milano-Venezia        | 85-81    |
| 82-75           | Varese-Bologna        | 67-76    |
| 83-81           | Avellino-Brindisi     | 89-82    |
| 82-66           | Cremona-Pistoia       | 79-72    |
| 69-71           | Torino-Capo d'Orlando | 73-86    |
| 71-73           | Caserta-Cantù         | 69-92    |

| Undicesima giornata |                        |          |
| 13-12-15            |                        | 03-04-16 |
| 84-57               | Milano-Capo d'Orlando  | 71-78    |
| 80-66               | Trento-Bologna         | 75-68    |
| 53-79               | Brindisi-Reggio Emilia | 59-76    |
| 74-82               | Cantù-Cremona          | 85-95    |
| 67-65               | Pistoia-Varese         | 78-91    |
| 86-79               | Avellino-Torino        | 74-78    |
| 82-75               | Pesaro-Venezia         | 100-96   |
| 70-86               | Caserta-Sassari        | 75-87    |

| Quattordicesima giornata |                         |          |
| 27-12-15                 |                         | 24-04-16 |
| 80-75                    | Sassari-Pistoia         | 68-77    |
| 86-69                    | Reggio Emilia-Varese    | 69-77    |
| 77-66                    | Venezia-Trento          | 67-62    |
| 90-65                    | Cantù-Pesaro            | 90-96    |
| 76-91                    | Cremona-Milano          | 77-81    |
| 55-73                    | Capo d'Orlando-Avellino | 69-85    |
| 75-70                    | Torino-Bologna          | 54-73    |
| 80-75                    | Caserta-Brindisi        | 55-73    |

| Terza giornata |                        |          |
| 18-10-15       |                        | 31-01-16 |
| 78-92          | Sassari-Brindisi       | 82-88    |
| 97-92          | Reggio Emilia-Cantù    | 74-70    |
| 54-74          | Trento-Pistoia         | 69-64    |
| 64-76          | Bologna-Capo d'Orlando | 62-89    |
| 88-81          | Varese-Pesaro          | 71-76    |
| 60-83          | Avellino-Milano        | 81-80    |
| 69-60          | Cremona-Caserta        | 64-73    |
| 62-84          | Torino-Venezia         | 57-73    |

| Sesta giornata |                        |          |
| 08-11-15       |                        | 28-02-16 |
| 87-72          | Milano-Bologna         | 101-85   |
| 81-74          | Trento-Pesaro          | 72-79    |
| 89-84          | Brindisi-Venezia       | 75-97    |
| 95-89          | Pistoia-Cantù          | 74-82    |
| 92-78          | Varese-Torino          | 84-72    |
| 88-90          | Avellino-Sassari       | 95-94    |
| 68-61          | Cremona-Reggio Emilia  | 77-86    |
| 78-66          | Caserta-Capo d'Orlando | 59-65    |

| Nona giornata |                        |          |
| 29-11-15      |                        | 20-03-16 |
| 65-58         | Venezia-Caserta        | 80-73    |
| 93-85         | Trento-Torino          | 69-71    |
| 80-74         | Brindisi-Varese        | 69-80    |
| 71-78         | Cantù-Milano           | 65-72    |
| 81-66         | Bologna-Avellino       | 74-82    |
| 77-80         | Pistoia-Reggio Emilia  | 71-94    |
| 52-77         | Capo d'Orlando-Sassari | 63-92    |
| 74-86         | Pesaro-Cremona         | 72-77    |

| Dodicesima giornata |                       |          |
| 20-12-15            |                       | 10-04-16 |
| 87-62               | Reggio Emilia-Caserta | 87-82    |
| 77-72               | Milano-Brindisi       | 50-64    |
| 84-58               | Venezia-Varese        | 68-79    |
| 87-77               | Cantù-Trento          | 75-79    |
| 76-72               | Bologna-Pistoia       | 76-88    |
| 64-58               | Cremona-Avellino      | 70-84    |
| 69-72               | Capo d'Orlando-Pesaro | 65-70    |
| 86-83               | Torino-Sassari        | 98-112   |

| Quindicesima giornata |                        |          |
| 03-01-16              |                        | 04-05-16 |
| 87-50                 | Milano-Sassari         | 80-83    |
| 71-66                 | Trento-Caserta         | 70-73    |
| 76-81                 | Brindisi-Cremona       | 61-76    |
| 67-77                 | Bologna-Reggio Emilia  | 78-82    |
| 103-75                | Pistoia-Capo d'Orlando | 65-58    |
| 79-66                 | Varese-Cantù           | 79-89    |
| 88-76                 | Avellino-Venezia       | 77-86    |
| 69-76                 | Pesaro-Torino          | 66-83    |

## Play-off

### Tabellone
|  | Quarti di finale | Quarti di finale  | Quarti di finale | Quarti di finale | Quarti di finale | Quarti di finale | Quarti di finale |                   |    | Semifinali     | Semifinali     | Semifinali | Semifinali | Semifinali | Semifinali | Semifinali | Semifinali | Semifinali |  |  | Finale | Finale         | Finale | Finale | Finale | Finale | Finale | Finale | Finale |
|  |                  |                   |                  |                  |                  |                  |                  |                   |    |                |                |            |            |            |            |            |            |            |  |  |        |                |        |        |        |        |        |        |        |
|  | 1                | Olimpia Milano    | 86               | 79               | 62               |                  |                  |                   |    |                |                |            |            |            |            |            |            |            |  |  |        |                |        |        |        |        |        |        |        |
|  | 8                | Aquila Trento     | 74               | 71               | 61               |                  |                  |                   |    |                |                |            |            |            |            |            |            |            |  |  |        |                |        |        |        |        |        |        |        |
|  | 8                | Aquila Trento     | 74               | 71               | 61               |                  | 1                | Olimpia Milano    | 77 | 78             | 62             | 88         | 78         | 68         |            |            |            |            |  |  |        |                |        |        |        |        |        |        |        |
|  |                  |                   |                  |                  |                  |                  |                  | Olimpia Milano    | 77 | 78             | 62             | 88         | 78         | 68         |            |            |            |            |  |  |        |                |        |        |        |        |        |        |        |
|  |                  | 5                 | Reyer Venezia    | 84               | 65               | 73               | 80               | 67                | 60 |                |                |            |            |            |            |            |            |            |  |  |        |                |        |        |        |        |        |        |        |
|  | 4                | 5                 | Reyer Venezia    | 84               | 65               | 73               | 80               | 67                | 60 | Vanoli Cremona | 73             | 77         | 61         | 76         |            |            |            |            |  |  |        |                |        |        |        |        |        |        |        |
|  | 4                |                   |                  |                  |                  |                  |                  |                   |    | Vanoli Cremona | 73             | 77         | 61         | 76         |            |            |            |            |  |  |        |                |        |        |        |        |        |        |        |
|  | 5                | Reyer Venezia     | 79               | 67               | 77               | 87               |                  |                   |    |                |                |            |            |            |            |            |            |            |  |  |        |                |        |        |        |        |        |        |        |
|  |                  |                   |                  |                  |                  |                  |                  |                   |    |                |                |            |            |            |            |            |            |            |  |  | 1      | Olimpia Milano | 87     | 94     | 72     | 76     | 97     | 74     |        |
|  |                  |                   | 2                | Pall. Reggiana   | 80               | 73               | 81               | 81                | 73 | 70             |                |            |            |            |            |            |            |            |  |  |        |                |        |        |        |        |        |        |        |
|  | 3                | Scandone Avellino | 93               | 83               | 92               |                  |                  |                   |    |                |                |            |            |            |            |            |            |            |  |  |        |                |        |        |        |        |        |        |        |
|  | 6                | Pistoia Basket    | 76               | 70               | 90               |                  |                  |                   |    |                |                |            |            |            |            |            |            |            |  |  |        |                |        |        |        |        |        |        |        |
|  | 6                | Pistoia Basket    | 76               | 70               | 90               |                  | 3                | Scandone Avellino | 69 | 78             | 89             | 97         | 72         | 83         | 80         |            |            |            |  |  |        |                |        |        |        |        |        |        |        |
|  |                  |                   |                  |                  |                  |                  |                  | Scandone Avellino | 69 | 78             | 89             | 97         | 72         | 83         | 80         |            |            |            |  |  |        |                |        |        |        |        |        |        |        |
|  |                  | 2                 | Pall. Reggiana   | 83               | 86               | 75               | 54               | 82                | 74 | 85             |                |            |            |            |            |            |            |            |  |  |        |                |        |        |        |        |        |        |        |
|  | 2                | 2                 | Pall. Reggiana   | 83               | 86               | 75               | 54               | 82                | 74 | 85             | Pall. Reggiana | 85         | 82         | 99         |            |            |            |            |  |  |        |                |        |        |        |        |        |        |        |
|  | 2                |                   |                  |                  |                  |                  |                  |                   |    |                | Pall. Reggiana | 85         | 82         | 99         |            |            |            |            |  |  |        |                |        |        |        |        |        |        |        |
|  | 7                | Dinamo Sassari    | 68               | 75               | 85               |                  |                  |                   |    |                |                |            |            |            |            |            |            |            |  |  |        |                |        |        |        |        |        |        |        |

### Quarti di finale
Ogni serie è al meglio delle 5 partite. L'ordine delle partite è: gara-1, gara-2 ed eventuale gara-5 in casa della meglio classificata.

#### Milano - Trento
| Arbitri: | Dino Seghetti Gabriele Bettini Guido Di Francesco |

|                  |          |            |
| Sanders 21       | Punti    | 18 Pascolo |
| Gentile, Simon 4 | Assist   | 6 Lockett  |
| Batista 11       | Rimbalzi | 14 Pascolo |

| Arbitri: | Saverio Lanzarini Alessandro Martolini Michele Rossi |

|             |          |            |
| Gentile 17  | Punti    | 22 Pascolo |
| Kalnietis 4 | Assist   | 6 Forray   |
| Batista 7   | Rimbalzi | 12 Wright  |

| Arbitri: | Paolo Taurino Massimiliano Filippini Evangelista Caiazza |

|           |          |                   |
| Wright 14 | Punti    | 16 Gentile, Simon |
| Sutton 4  | Assist   | 4 Kalnietis       |
| Wright 6  | Rimbalzi | 7 McLean, Mačvan  |

#### Cremona - Venezia
| Arbitri: | Gianluca Mattioli Carmelo Lo Guzzo Mark Bartoli |

|                      |          |                |
| Turner 24            | Punti    | 21 Green       |
| Cusin 4              | Assist   | 5 Green, Pargo |
| Starks, Washington 5 | Rimbalzi | 5 Ress         |

| Arbitri: | Tolga Sahin Emanuele Aronne Luca Weidmann |

|             |          |          |
| McGee 21    | Punti    | 13 Pargo |
| Turner 2    | Assist   | 2 Pargo  |
| Dragović 12 | Rimbalzi | 7 Pargo  |

| Arbitri: | Enrico Sabetta Alessandro Vicino Lorenzo Baldini |

|          |          |                     |
| Pargo 24 | Punti    | 10 Cusin, Turner    |
| Green 5  | Assist   | 3 quattro giocatori |
| Ortner 8 | Rimbalzi | 8 Dragović          |

| Arbitri: | Manuel Mazzoni Gabriele Bettini Michele Rossi |

|                |          |               |
| Pargo 18       | Punti    | 20 Washington |
| Green, Pargo 3 | Assist   | 4 Starks      |
| Ejim 8         | Rimbalzi | 6 Turner      |

#### Avellino - Pistoia
| Arbitri: | Paolo Taurino Massimiliano Filippini Alessandro Vicino |

|           |          |         |
| Buva 23   | Punti    | 19 Kirk |
| Ragland 7 | Assist   | 4 Moore |
| Buva 8    | Rimbalzi | 6 Kirk  |

| Arbitri: | Luigi Lamonica Maurizio Biggi Beniamino Attard |

|             |          |         |
| Nunnally 32 | Punti    | 14 Czyż |
| Ragland 9   | Assist   | 9 Moore |
| Buva 12     | Rimbalzi | 8 Czyż  |

| Arbitri: | Roberto Begnis Manuel Mazzoni Mark Bartoli |

|                  |          |             |
| Kirk, Knowles 23 | Punti    | 17 Nunnally |
| Moore 9          | Assist   | 5 Nunnally  |
| Czyż 10          | Rimbalzi | 9 Leunen    |

#### Reggio Emilia - Sassari
| Arbitri: | Luigi Lamonica Roberto Begnis Manuel Mazzoni |

|            |          |              |
| Aradori 24 | Punti    | 15 Alexander |
| Kaukėnas 5 | Assist   | 5 Logan      |
| Polonara 7 | Rimbalzi | 5 Logan      |

| Arbitri: | Carmelo Paternicò Enrico Sabetta Gianluca Sardella |

|                        |          |             |
| Della Valle 19         | Punti    | 25 Varnado  |
| Della Valle, Needham 3 | Assist   | 7 Stipčević |
| Polonara 8             | Rimbalzi | 7 Varnado   |

| Arbitri: | Gianluca Mattioli Dino Seghetti Maurizio Biggi |

|           |          |                        |
| Logan 16  | Punti    | 19 Aradori, De Nicolao |
| Logan 8   | Assist   | 9 Polonara             |
| Varnado 6 | Rimbalzi | 10 Polonara            |

### Semifinali
Ogni serie è al meglio delle 7 partite. L'ordine delle partite è: gara-1, gara-2 ed eventuali gara-5 e gara-7 in casa della meglio classificata.

#### Milano - Venezia
| Arbitri: | Luigi Lamonica Manuel Mazzoni Mark Bartoli |

|             |          |          |
| Sanders 28  | Punti    | 16 Green |
| Lafayette 4 | Assist   | 6 Green  |
| Batista 8   | Rimbalzi | 6 Ejim   |

| Arbitri: | Paolo Taurino Massimiliano Filippini Emanuele Aronne |

|           |          |           |
| Simon 17  | Punti    | 13 Bramos |
| Gentile 6 | Assist   | 6 Pargo   |
| Batista 7 | Rimbalzi | 5 Ortner  |

| Arbitri: | Gianluca Mattioli Dino Seghetti Gianluca Sardella |

|                |          |             |
| Pargo 17       | Punti    | 17 McLean   |
| Green 5        | Assist   | 3 Kalnietis |
| Ejim, Mačvan 7 | Rimbalzi | 7 McLean    |

| Arbitri: | Carmelo Paternico' Saverio Lanzarini Alessandro Martolini |

|                |          |             |
| Bramos 14      | Punti    | 25 Simon    |
| Green 7        | Assist   | 5 Kalnietis |
| Ejim, Ortner 7 | Rimbalzi | 12 Batista  |

| Arbitri: | Tolga Sahin Enrico Sabetta Roberto Begnis |

|                  |          |          |
| Kalnietis 14     | Punti    | 13 Tonut |
| Gentile, Simon 6 | Assist   | 7 Pargo  |
| Mačvan 11        | Rimbalzi | 7 Ortner |

| Arbitri: | Saverio Lanzarini Manuel Mazzoni Mark Bartoli |

|          |          |              |
| Tonut 12 | Punti    | 16 Lafayette |
| Green 5  | Assist   | 3 Simon      |
| Tonut 7  | Rimbalzi | 12 Batista   |

#### Reggio Emilia - Avellino
| Arbitri: | Carmelo Paternicò Roberto Begnis Luca Weidmann |

|                 |          |            |
| Polonara 18     | Punti    | 16 Ragland |
| tre giocatori 4 | Assist   | 4 Ragland  |
| Polonara 12     | Rimbalzi | 7 Ragland  |

| Arbitri: | Tolga Sahin Enrico Sabetta Carmelo Lo Guzzo |

|                         |          |            |
| Gentile, Kaukėnas 13    | Punti    | 20 Buva    |
| Aradori, Gentile 3      | Assist   | 5 Ragland  |
| Della Valle, Polonara 6 | Rimbalzi | 7 Nunnally |

| Arbitri: | Saverio Lanzarini Alessandro Martolini Maurizio Biggi |

|            |          |            |
| Buva 21    | Punti    | 12 Gentile |
| Nunnally 8 | Assist   | 4 Needham  |
| Leunen 12  | Rimbalzi | 7 Polonara |

| Arbitri: | Luigi Lamonica Massimiliano Filippini Emanuele Aronne |

|         |          |                        |
| Buva 19 | Punti    | 10 Della Valle         |
| Green 6 | Assist   | 2 Aradori, Della Valle |
| Cervi 8 | Rimbalzi | 7 Golubović            |

| Arbitri: | Paolo Taurino Manuel Mazzoni Gianluca Sardella |

|                     |          |                 |
| Aradori 16          | Punti    | 23 Ragland      |
| Aradori 4           | Assist   | 2 tre giocatori |
| Aradori, Polonara 9 | Rimbalzi | 8 Leunen        |

| Arbitri: | Carmelo Paternicò Dino Seghetti Maurizio Biggi |

|            |          |                        |
| Ragland 23 | Punti    | 22 Kaukėnas            |
| Green 9    | Assist   | 3 Kaukėnas, Lavrinovič |
| Cervi 8    | Rimbalzi | 8 Polonara             |

| Arbitri: | Luigi Lamonica Enrico Sabetta Roberto Begnis |

|                         |          |                   |
| Kaukėnas 17             | Punti    | 23 Nunnally       |
| Della Valle, Kaukėnas 5 | Assist   | 5 Green, Nunnally |
| Aradori, Lavrinovič 5   | Rimbalzi | 8 Leunen          |

### Finale
La serie è al meglio delle 7 partite. L'ordine delle partite è: gara-1, gara-2 ed eventuale gara-5 e gara-7 in casa della meglio classificata. 

#### Milano - Reggio Emilia
| Arbitri: | Luigi Lamonica Enrico Sabetta Massimiliano Filippini |

|            |          |              |
| Gentile 15 | Punti    | 27 Kaukėnas  |
| Simon 5    | Assist   | 6 De Nicolao |
| Simon 8    | Rimbalzi | 8 Polonara   |

| Arbitri: | Paolo Taurino Roberto Begnis Gianluca Sardella |

|             |          |                 |
| Gentile 23  | Punti    | 20 Della Valle  |
| Lafayette 6 | Assist   | 3 tre giocatori |
| Kalnietis 6 | Rimbalzi | 5 De Nicolao    |

| Arbitri: | Tolga Sahin Alessandro Martolini Carmelo Lo Guzzo |

|               |          |                       |
| Lavrinovič 20 | Punti    | 15 Kalnietis          |
| Needham 6     | Assist   | 4 Cinciarini, Gentile |
| Polonara 10   | Rimbalzi | 6 Kalnietis           |

| Arbitri: | Saverio Lanzarini Gianluca Mattioli Manuel Mazzoni |

|                        |          |                      |
| Aradori, Lavrinovič 15 | Punti    | 21 Sanders           |
| De Nicolao 4           | Assist   | 4 Cerella, Kalnietis |
| Polonara 8             | Rimbalzi | 7 Batista            |

| Arbitri: | Luigi Lamonica Tolga Sahin Emanuele Aronne |

|                    |          |              |
| Kalnietis 16       | Punti    | 14 Aradori   |
| Simon 4            | Assist   | 4 De Nicolao |
| Kalnietis, Simon 8 | Rimbalzi | 9 Polonara   |

| Arbitri: | Enrico Sabetta Saverio Lanzarini Alessandro Martolini |

|                        |          |            |
| Kaukėnas 18            | Punti    | 16 Gentile |
| De Nicolao, Kaukėnas 4 | Assist   | 5 Sanders  |
| Polonara 8             | Rimbalzi | 9 Batista  |

## Statistiche stagione regolare

### Statistiche individuali

#### Valutazione
|    | Giocatore    | Squadra        | Partite | Valutazione | PIR  |
| -- | ------------ | -------------- | ------- | ----------- | ---- |
| 1. | David Logan  | Dinamo Sassari | 30      | 594         | 19.8 |
| 2. | Adrian Banks | N.B. Brindisi  | 29      | 572         | 19.7 |
| 3. | Alex Kirk    | Pistoia Basket | 30      | 532         | 17.7 |

Fonte:  Statistics, in LegaBasket.

#### Punti
|    | Giocatore      | Squadra           | Partite | Punti | PPG  |
| -- | -------------- | ----------------- | ------- | ----- | ---- |
| 1. | James Nunnally | Scandone Avellino | 30      | 553   | 18.4 |
| 2. | Adrian Banks   | N.B. Brindisi     | 29      | 551   | 19.0 |
| 3. | David Logan    | Dinamo Sassari    | 30      | 511   | 17.0 |

Fonte:  Statistics, in LegaBasket.

#### Rimbalzi
|    | Giocatore    | Squadra        | Partite | Rimbalzi | RPG |
| -- | ------------ | -------------- | ------- | -------- | --- |
| 1. | Dario Hunt   | Juvecaserta    | 29      | 287      | 9.9 |
| 2. | Alex Oriakhi | Orlandina      | 30      | 262      | 8.7 |
| 3. | Alex Kirk    | Pistoia Basket | 30      | 233      | 7.8 |

Fonte:  Statistics, in LegaBasket.

#### Assist
|    | Giocatore    | Squadra        | Partite | Assist | APG |
| -- | ------------ | -------------- | ------- | ------ | --- |
| 1. | Ronald Moore | Pistoia Basket | 30      | 185    | 6.2 |
| 2. | Mike Green   | Reyer Venezia  | 27      | 143    | 5.3 |
| 3. | Peyton Siva  | Juvecaserta    | 21      | 137    | 6.5 |

Fonte:  Statistics, in LegaBasket.

#### Altre statistiche
| Categoria     | Giocatore        | Squadra           | Partite | Media |
| ------------- | ---------------- | ----------------- | ------- | ----- |
| Palle rubate  | Deron Washington | Vanoli Cremona    | 30      | 2.0   |
| Stoppate      | Riccardo Cervi   | Scandone Avellino | 30      | 1.4   |
| Palle perse   | Micah Downs      | Juvecaserta       | 30      | 2.9   |
| Falli subiti  | Adrian Banks     | N.B. Brindisi     | 29      | 6.1   |
| Plus-Minus    | Oliver Lafayette | Olimpia Milano    | 29      | +7.6  |
| % tiri liberi | Adrian Banks     | N.B. Brindisi     | 29      | 84.2% |
| % tiro da due | Julian Wright    | Aquila Trento     | 30      | 56.4% |
| % tiro da tre | Brady Heslip     | Pall. Cantù       | 29      | 45.5% |

### Statistiche di squadra
| Categoria     | Squadra           | Media |
| ------------- | ----------------- | ----- |
| Punti         | Dinamo Sassari    | 83.6  |
| Punti subiti  | Orlandina         | 73.5  |
| Rimbalzi      | Virtus Bologna    | 37.5  |
| Assist        | Scandone Avellino | 18.5  |
| Palle rubate  | Aquila Trento     | 9.4   |
| Stoppate      | Dinamo Sassari    | 3.9   |
| Palle perse   | Reyer Venezia     | 13.2  |
| % tiri liberi | Scandone Avellino | 81.6% |
| % tiro da due | Olimpia Milano    | 54.5% |
| % tiro da tre | Dinamo Sassari    | 38.4% |

Fonte:  Statistics, su legabasket.it.

### Migliori prestazioni individuali
| Categoria              | Giocatore          | Squadra         | Statistica | Avversario                       |
| ---------------------- | ------------------ | --------------- | ---------- | -------------------------------- |
| Valutazione            | Awudu Abass        | Pall. Cantù     | 44         | Reyer Venezia (6 dic. 2015)      |
| Punti                  | David Logan        | Dinamo Sassari  | 37         | Pall. Reggiana (17 apr. 2016)    |
| Rimbalzi               | Dario Hunt         | Juvecaserta     | 21         | Scandone Avellino (17 apr. 2016) |
| Assist                 | Ronald Moore       | Pistoia Basket  | 16         | Orlandina (3 gen. 2016)          |
| Palle rubate           | Trent Lockett      | Aquila Trento   | 7          | Virtus Bologna (3 apr. 2016)     |
| Stoppate               | Ndudi Ebi          | Auxilium Torino | 6          | Juvecaserta (11 ott. 2015)       |
| Stoppate               | Jared Berggren     | Pall. Cantù     | 6          | Auxilium Torino (24 ott. 2015)   |
| Falli subiti           | Darjuš Lavrinovič  | Pall. Reggiana  | 12         | Pall. Cantù (17 ott. 2015)       |
| Tiri liberi realizzati | Adrian Banks       | N.B. Brindisi   | 17         | Virtus Bologna (24 gen. 2016)    |
| Tiri da 2 realizzati   | Esteban Batista    | Olimpia Milano  | 14         | Vanoli Cremona (24 apr. 2016)    |
| Tiri da 3 realizzati   | Amedeo Della Valle | Pall. Reggiana  | 8          | Aquila Trento (13 mar. 2016)     |
| Tiri da 3 realizzati   | David Logan        | Dinamo Sassari  | 8          | Virtus Bologna (16 nov. 2015)    |

Fonte:  Statistics, su legabasket.it.

## Verdetti
- Campione d'Italia:   Olimpia Milano

Formazione: Mantas Kalnietis (dal 25/01/2016), Rakim Sanders (dal 15/12/2015), Alessandro Gentile, Krunoslav Simon, Milan Mačvan, Esteban Batista (dal 09/02/2016), Andrea Cinciarini, Bruno Cerella, Jamel McLean, Oliver Lafayette, Charles Jenkins, Daniele Magro, Stanko Barać; ceduti a stagione in corso Andrea Amato, Robbie Hummel e Gani Lawal. Allenatore Jasmin Repeša.
- Retrocessioni in Serie A2: Virtus Bologna.
- MVP: James Nunnally (Sidigas Avellino)
- Miglior giovane: Diego Flaccadori (Aquila Basket Trento)
- Miglior allenatore: Cesare Pancotto (Vanoli Cremona)
- MVP delle finali: Rakim Sanders (Olimpia Milano)